# Quần tụ thiên hà Coma
Quần tụ thiên hà Coma (Abell 1656) là một quần tụ thiên hà lớn chứa hơn 1.000 thiên hà đã được xác định. Cùng với Quần tụ thiên hà Leo (Abell 1367), là hai cụm chính của Siêu đám Coma. Nó được định vị và đặt tên theo chòm sao Coma Berenices.
Khoảng cách trung bình của quần tụ này từ Trái đất là 99 Mpc (321 triệu năm ánh sáng). Mười thiên hà xoắn ốc sáng nhất của nó có cấp sao biểu kiến là 12–14 có thể quan sát được bằng kính thiên văn lớn hơn 20 cm. Khu vực trung tâm bị chi phối bởi hai thiên hà hình elip siêu lớn: NGC 4874 và NGC 4889. Quần tụ thiên hà này nằm ở vị trí cách khoảng vài độ so với cực bắc của chòm sao Hậu Phát. Hầu hết các thiên hà nằm ở phần trung tâm của Coma có hình elip. Cả thiên hà lùn và hình elip khổng lồ đều được tìm thấy rất nhiều trong Quần tụ thiên hà Coma.

## Các thiên hà bên trong

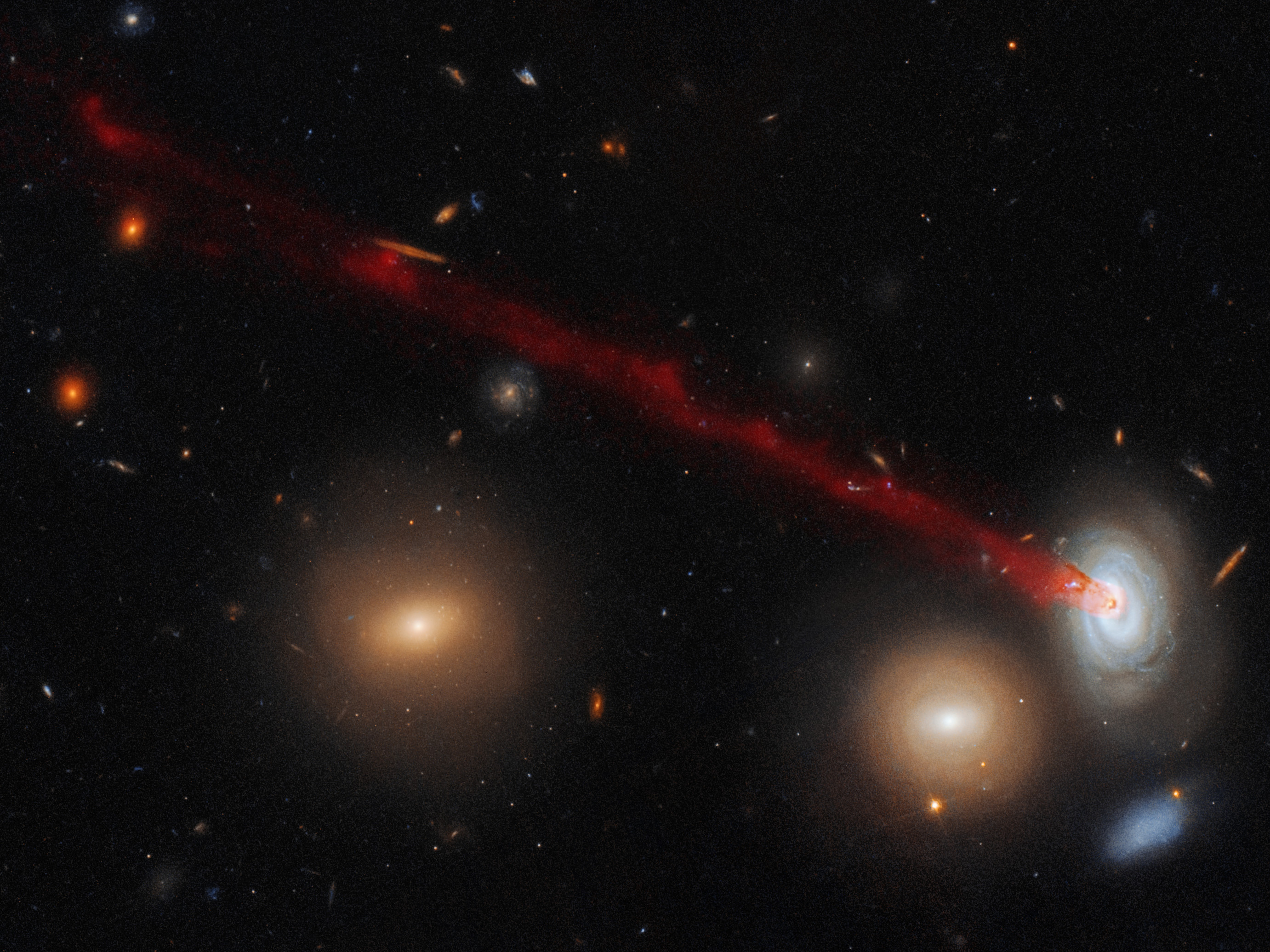
Các đuôi của thiên hà xoắn ốc D100, được tìm thấy trong quần tụ Coma, được tạo ra bởi áp suất nén.

Thông thường đối với các quần tụ thiên hà phong phú này, các thiên hà có hình elip và thiên hà S0 chiếm số lượng áp đảo, chỉ có một số thiên hà có hình xoắn ốc và có tuổi đời trẻ hơn, và nhiều thiên hà trong số đó nằm ở gần vùng ngoại vi của quần tụ.
Các nhà nghiên cứu vẫn chưa hiểu được toàn bộ phạm vi của quần tụ thiên hà này cho đến khi nó được nghiên cứu kỹ lưỡng hơn vào những năm 1950 bởi các nhà thiên văn học tại Đài quan sát Mount Palomar, mặc dù nhiều thiên hà riêng lẻ trong quần tụ đã được xác định trước đó.

## Vật chất tối
Coma là một trong những nơi đầu tiên quan sát thấy hấp dẫn dị thường, được coi là biểu hiện của khối lượng không quan sát được. Vào năm 1933, Fritz Zwicky đã chỉ ra rằng các thiên hà của Coma đang di chuyển quá nhanh để quần tụ này có thể liên kết với nhau bởi vật chất nhìn thấy được của chúng. Mặc dù ý tưởng về vật chất tối không được chấp nhận trong 50 năm tiếp theo nhưng Zwicky đã viết rằng các thiên hà phải được giữ lại với nhau bởi một số dunkle Materie.
Khoảng 90% khối lượng của Coma được cho là ở dạng vật chất tối. Tuy nhiên, sự phân bố của vật chất tối lại bị hạn chế.

## Thư viện ảnh

Hàng nghìn cụm sao hình cầu nằm ở lõi của một quần tụ thiên hà.
Một phần lớn của quần tụ Coma được Máy ảnh Khảo sát của Hubble chụp lại.
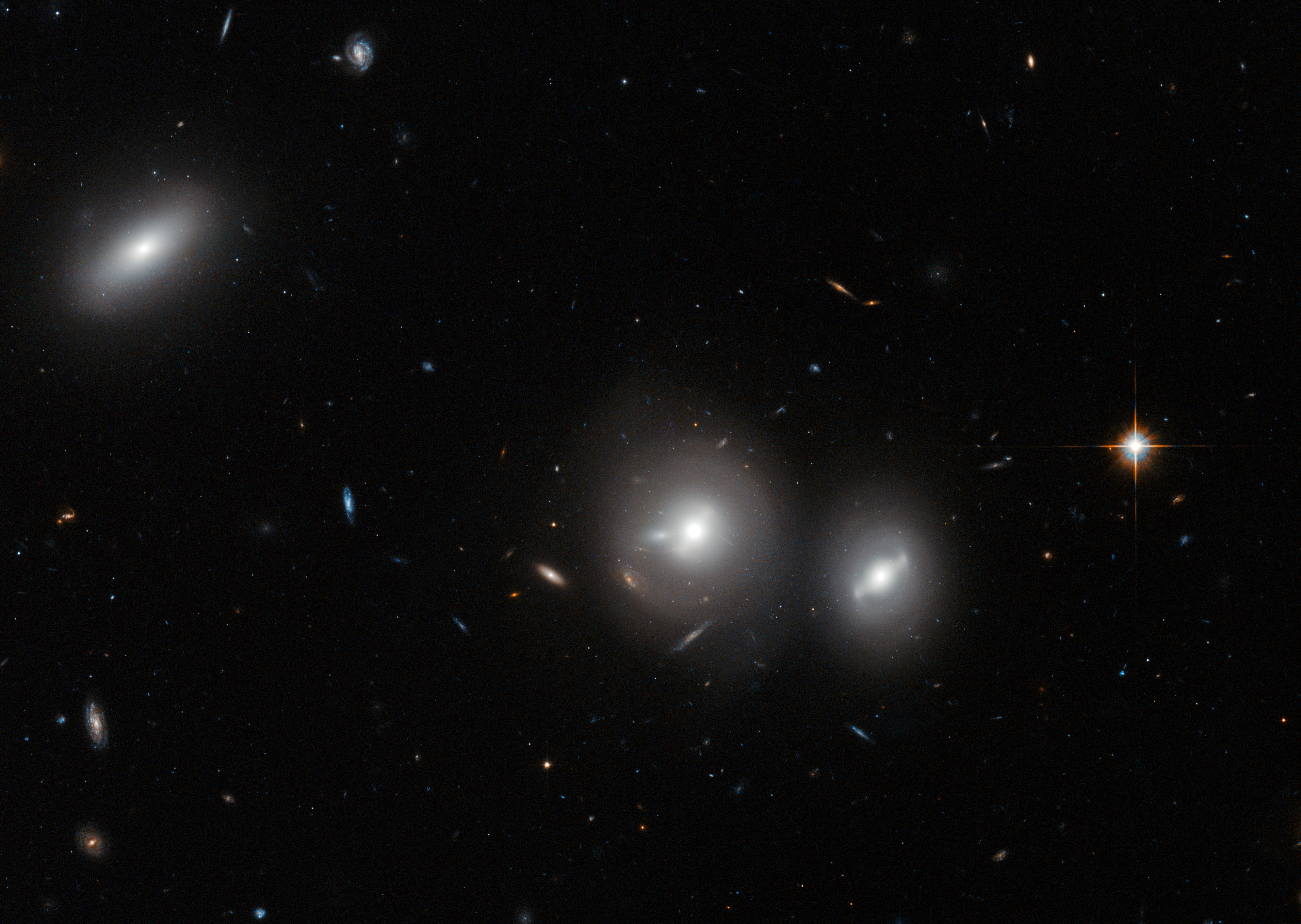
Ảnh cận cảnh chụp bởi kính viễn vọng Hubble về Coma.
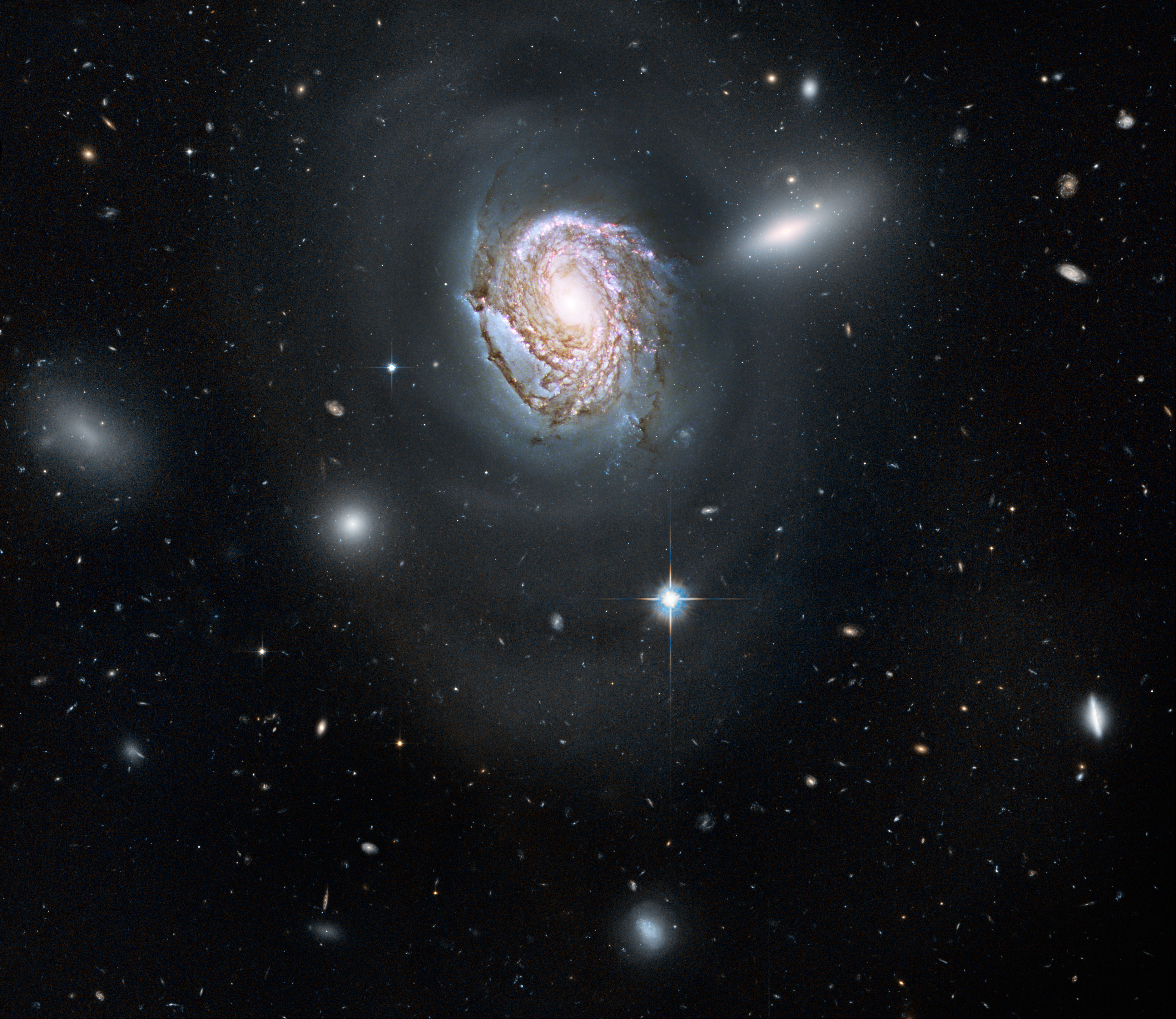
Thiên hà xoắn ốc NGC 4911 nằm sâu trong quần tụ Coma.
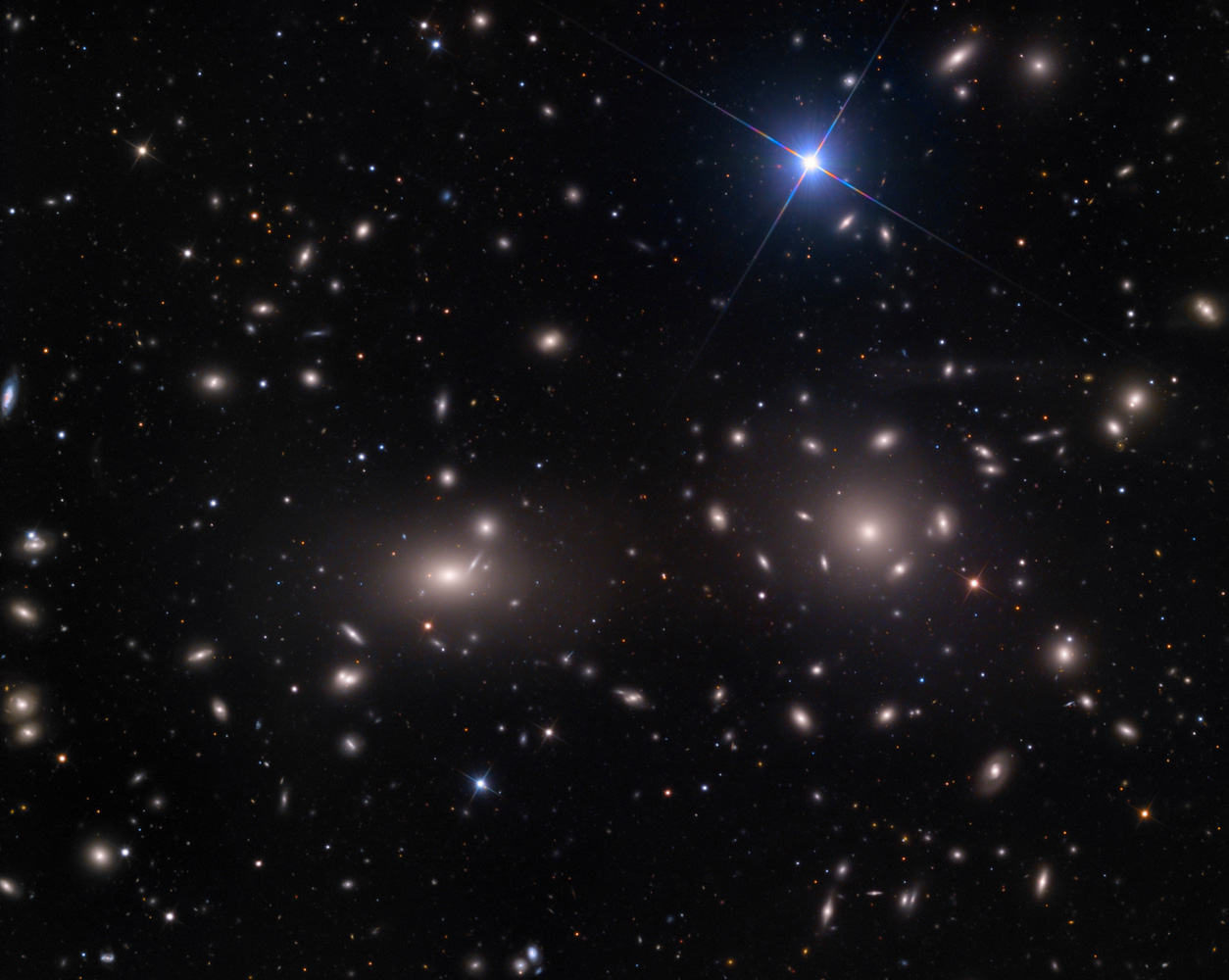
Hình ảnh mở rộng của Coma được chụp tại Trung tâm Bầu trời Núi Lemmon bằng Kính viễn vọng Schulman 0,8m.
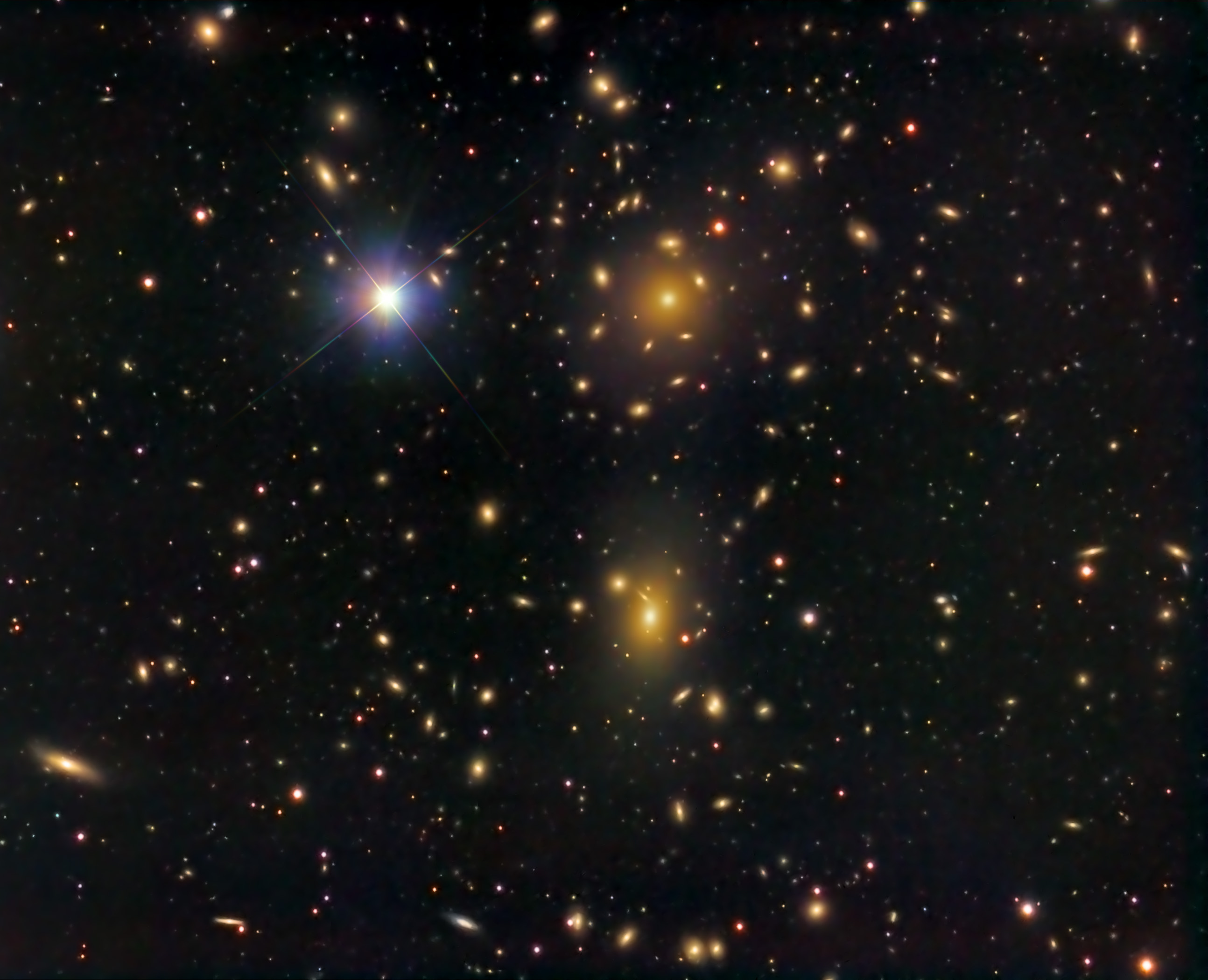
Coma chụp qua Celestron Edge HD 8" đặt ở San Diego, California.
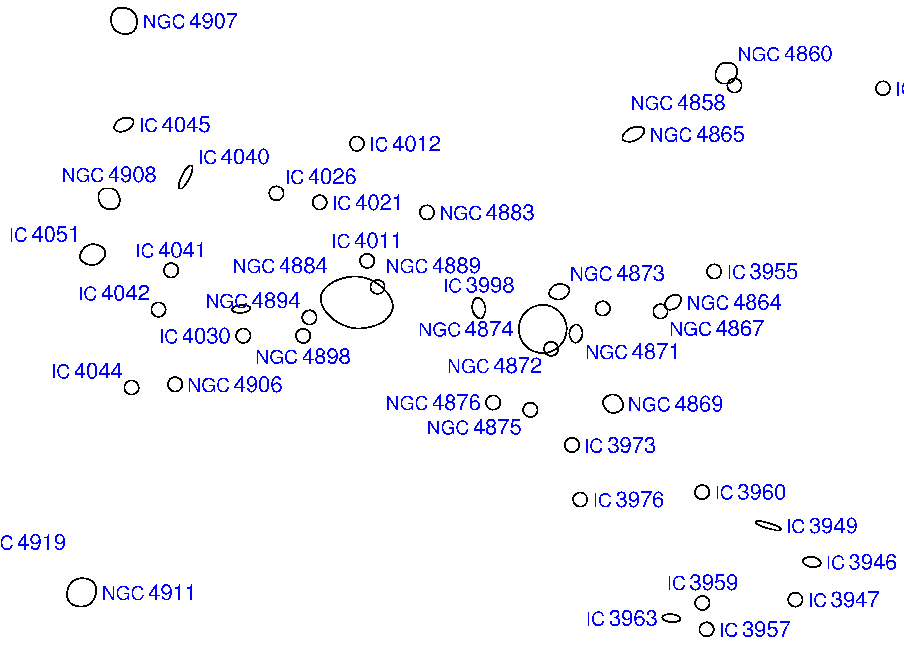
Bản đồ phần trung tâm của Coma.